# Karkal
Karkal (en canarés: ಕಾರ್ಕಳ ) es una ciudad de la India en el distrito de Udupi, estado de Karnataka.

## Geografía
Se encuentra a una altitud de 90 m s. n. m. a 376 km de la capital estatal, Bangalore, en la zona horaria UTC +5:30.

## Demografía
Según estimación 2011 contaba con una población de 25 443 habitantes.